# San Francisco Symphony

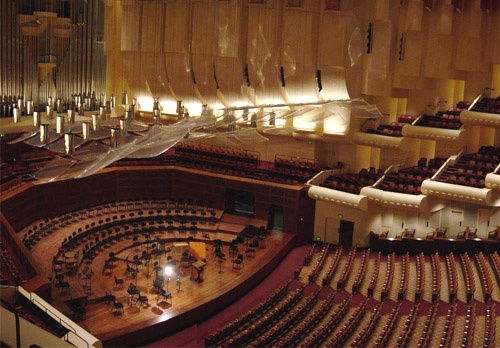
Interno della Davies Hall sede dell'orchestra.

La San Francisco Symphony (SFS) è un'orchestra, fra le più importanti degli Stati Uniti, con sede a San Francisco. Dal 2020 il suo direttore musicale è Esa-Pekka Salonen, che ha seguito Michael Tilson Thomas, che ne aveva assunto la direzione dal settembre 1995.

## Storia
L'orchestra ha una parte preponderante nella vita sociale e culturale della città di San Francisco. Il suo primo concerto venne dato da Henry Hadley, che aveva diretto l'Orchestra Sinfonica di Seattle dal 1909 al 1911. Allora l'orchestra era composta soltanto da 60 elementi. Il concerto propose musiche di Wagner, Čajkovskij, Haydn e Liszt. La prima stagione consistette in tredici concerti, cinque dei quali di musiche pop.

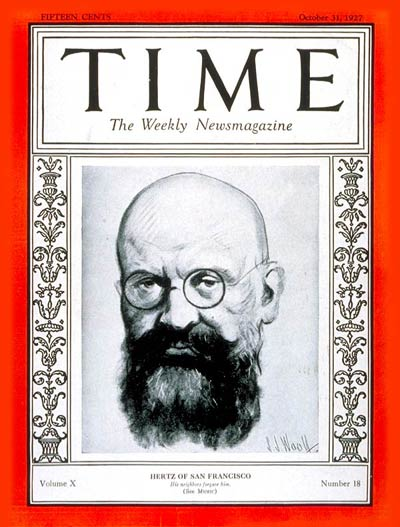
Alfred Hertz sulla copertina del Time magazine.

A Hadley nel 1915 succedette Alfred Hertz, che aveva diretto per molti anni al Metropolitan Opera ed era già stato a San Francisco in occasione dello storico concerto dell'aprile 1906, poco prima del terremoto e del successivo disastroso incendio della città. Hertz si adoperò per completare l'orchestra e convinse la Victor Talking Machine Company a registrare nel loro nuovo studio di Oakland agli inizi del 1925. 
Dopo il ritiro di Hertz nel 1930, l'orchestra venne affidata a due direttori, Basil Cameron e Issay Dobrowen. Durante la grande depressione, quando l'esistenza dell'orchestra venne messa in dubbio dalla bancarotta e la stagione 1934-35 venne cancellata, i cittadini di San Francisco sottoscrissero delle obbligazioni per consentire il reperimento di fondi che consentissero il mantenimento dell'orchestra. Venne allora chiamato a dirigere l'orchestra il famoso direttore francese Pierre Monteux (1875-1964), che aveva diretto la prima mondiale de La sagra della primavera di Igor' Fëdorovič Stravinskij. Monteux ebbe così grande successo nel rivitalizzare l'orchestra che la NBC iniziò a radiotrasmettere i concerti e la RCA Victor offrì all'orchestra un nuovo contratto per la registrazione di dischi. Nel 1949, Monteux invitò Arthur Fiedler a dirigere la stagione estiva di concerti "pops" al Civic Auditorium. Fiedler diresse l'orchestra anche nei concerti gratuiti al Sigmund Stern Recreation Grove e al Frost Amphitheater alla Stanford University. La collaborazione di Fiedler con l'orchestra andò avanti fino alla metà degli anni settanta.
Quando Monteux lasciò l'orchestra nel 1952, diversi direttori si alternarono alla sua guida fra i quali si ricordano Leopold Stokowski, Georg Solti, Erich Leinsdorf, Karl Münchinger, George Szell, Bruno Walter, Ferenc Fricsay e William Steinberg. Stokowski fece anche una serie di registrazioni per la RCA Victor.
Ci vollero due anni prima che il board decidesse di affidare l'orchestra al giovane direttore spagnolo Enrique Jordá che fu il successore di Monteux. Secondo quanto dicono i giornali e coloro che assistettero ai primi concerti, Jordá iniziò con grandi propositi. Egli era giovane, pieno di entusiasmo, energia e carisma. Durante un concerto, dirigeva così impetuosamente che la bacchetta gli sfuggì dalle mani. Con il passare degli anni, Jordá non riuscì a mantenere la disciplina fra gli orchestrali e l'orchestra si sfaldò. Il problema maggiore fu l'incapacità di Jordá di realizzare adeguate prove d'orchestra. George Szell (1897-1970), il direttore dell'Orchestra di Cleveland, direttore ospite nel 1962, fu talmente urtato dall'indisciplina dell'orchestra che condannò pubblicamente l'operato di Jordá e stigmatizzò la critica favorevole apparsa sul San Francisco Chronicle a firma del critico musicale Alfred Frankenstein, convincendo il pubblico ed il management ad un cambio di direttore.
Nell'autunno del 1963, divenne direttore l'austriaco Josef Krips (1902-1974). Egli si rivelò rapidamente un autocrate benevolo, ma che non tollerava alcuna sciatteria. Lavorò sui musicisti, e presto ottenne un sensibile miglioramento nella resa dell'orchestra, particolarmente nel repertorio tedesco-austriaco. Una delle sue innovazioni fu quella di introdurre un concerto di inizio anno, "Una notte nella vecchia Vienna", con l'esecuzione di musiche di Johann Strauss e degli altri maestri viennesi del XIX secolo. Questa tradizione è rimasta poi fino ai nostri giorni, anche se il programma è mutato negli ultimi anni. Krips non fece incisioni con l'orchestra, sostenendo che essa non era ancora pronta per questo impiego, mentre fu d'accordo alla trasmissione di concerti per radio il venerdì sera. Iniziò anche a predisporre la sua successione invitando il giovane direttore giapponese Seiji Ozawa come direttore ospite; Ozawa entusiasmò rapidamente i critici e il pubblico con il suo ardente stile direttoriale simil Bernstein, particolarmente nell'esecuzione dell'opera di Mussorgsky - Ravel Quadri di un'esposizione, il Čajkovskij della IV sinfonia, e della Sinfonia fantastica di Hector Berlioz. Krips lasciò l'incarico alla fine della stagione 1969-70 e ritornò soltanto una volta, a dirigere l'orchestra in Stern Grove, prima di morire nel 1974.
L'era di Ozawa ebbe inizio alla fine del 1970 con grandi aspettative. La sua apparizione come direttore ospite aveva generato grandi entusiasmi. Improvvisamente divenne difficile trovare posti ai suoi concerti. Migliorò subito la qualità dell'orchestra e convinse la Deutsche Grammophon (DG) a registrare nel 1972. Una serie speciale di concerti dal tema Romeo e Giulietta vide l'esecuzione delle opere omonime di Hector Berlioz, Čajkovskij e Sergei Prokofiev assieme alle danze sinfoniche da West Side Story di Leonard Bernstein, indussero la DG a registrare il programma con Ozawa. Egli fu noto per le grandi innovazioni realizzate, come la presentazione di una versione ridotta de La vida breve di Manuel de Falla e Beatrice and Benedict di Berlioz. Volle anche dei ballerini sul palcoscenico durante l'esecuzione di balletti moderni eseguiti dalla sua orchestra. Per alcune stagioni Ozawa continuò ad utilizzare cori universitari in caso di necessità. Dopo alcuni anni decise di costituire il San Francisco Symphony Chorus per assicurarsi risultati professionali anche nelle masse corali. Ozawa decise di fermarsi a lungo in città, specialmente dopo aver acquistato una casa a San Francisco. Poi accettò anche l'incarico di direttore principale della Boston Symphony Orchestra. Egli mantenne i due incarichi fino a quando non decise, probabilmente a causa di diversità di opinioni con il management sul mantenimento di due bravi strumentisti nell'organico orchestrale, di optare per Boston. Dopo aver lasciato la città, vi tornò soltanto altre due volte come direttore ospite. 
Ozawa venne sostituito da Edo de Waart, il giovane direttore olandese, che cambiò completamente il volto dell'orchestra. Egli non fu un impetuoso come Ozawa. Comunque, de Waart mantenne l'alto livello qualitativo dell'orchestra, dirigendo molte incisioni, comprese le primissime registrazioni in digitale. Diresse l'orchestra nel primo concerto alla Davies Symphony Hall nel settembre 1980. Egli ampliò notevolmente la stagione dei concerti portandola a durare da settembre a maggio e gli orchestrali dovettero optare per suonare nell'orchestra sinfonica o nella stagione dell'opera e dei balletti. Venne installato un monumentale organo nella nuova sala, costruito dalla Fratelli Ruffatti, con 5 manuali, 147 registri, e 9235 canne. Questo organo venne usato per l'esecuzione spettacolare della Terza sinfonia di Saint-Saëns con Michael Murray come solista. La Philips registrò anche la Symphonie Concertante di Joseph Jongen e la Fantaisie in La di César Franck. Il capolavoro di de Waart, per il finale della stagione 1984-85, fu costituito da quattro esecuzioni, con il tutto esaurito, della monumentale Ottava sinfonia di Mahler, utilizzando il Symphony Chorus, la Masterworks Chorale, il San Francisco Boys Chorus e il San Francisco Girls Chorus.
Herbert Blomstedt, direttore svedese-statunitense, giunse nell'autunno del 1985. Egli aveva avuto un'offerta mentre era direttore ospite per due settimane nel 1984, quando ricopriva l'incarico di direttore della Staatskapelle Dresden. Egli finì di perfezionare l'orchestra, apportandole grande precisione e fiducia nei propri mezzi, sensibilità, calore e sentimento. Diede inizio a sistematiche tournée in Europa ed Asia e riprese la trasmissione dei concerti settimanali alla radio. Chiese anche l'eliminazione dei problemi di acustica della sala con lavori che vennero completati nel 1992. Quando lasciò la direzione, rimase come direttore emerito continuando a dirigere per alcune settimane ogni stagione. 
Michael Tilson Thomas divenne direttore nel 1995, provenendo dalla London Symphony Orchestra. Thomas era già stato direttore ospite sin dal 1974, ed aveva un buon rapporto con gli orchestrali. Così come Ozawa, Thomas fece in modo che l'orchestra eseguisse più musica americana e che questa venisse registrata, con la RCA/BMG e per la propria etichetta. Pose poi il suo interesse sulla musica russa, particolarmente quella di Stravinsky, oltre che sul ciclo delle sinfonie di Mahler. Maestro nella comunicazione, Thomas fece in modo di educare il pubblico all'ascolto ragionato della musica. Ha portato la reputazione dell'orchestra a imporsi come una delle più importanti al mondo. Il suo cambio più significativo è stato quello di inserire Alexander Barantschik come primo violino dell'orchestra. Il grande carisma di Thomas ha consentito all'orchestra di essere nota come mai in precedenza. Poster giganti affissi in tutta la città testimoniano della popolarità raggiunta dall'orchestra. In un periodo di instabilità finanziaria per molte orchestre statunitensi, la San Francisco Symphony è sensibilmente cresciuta, sotto la guida di Michael Tilson Thomas, sia finanziariamente che artisticamente. Dopo più di dieci anni di direzione alla guida della SFS, solo il periodo di 17 anni di Pierre Monteux è superiore a quello di Thomas.

## Direttori ospiti
Fra i direttori ospiti alternatisi sul podio della SFS vi sono alcuni direttori leggendari come Artur Rodziński, Walter Damrosch, Sir Thomas Beecham, John Barbirolli, André Kostelanetz, Lorin Maazel, Leonard Bernstein, Guido Cantelli, Victor de Sabata, Dimitri Mitropoulos, Erich Leinsdorf, George Szell, Charles Münch, Paul Paray, Rafael Kubelík, Daniel Barenboim, István Kertész, Karl Richter, Antal Doráti, Leonard Slatkin, Andrew Davis, Nikolaus Harnoncourt, Evgenij Fёdorovič Svetlanov, Simon Rattle, Kurt Masur, Neeme Järvi, Kirill Petrovič Kondrašin, Eugene Ormandy, Georg Solti, Michael Kamen e Christopher Hogwood.
Fra i solisti più rappresentativi si ricordano Jascha Heifetz, Fritz Kreisler, Yehudi Menuhin, Midori, Itzhak Perlman, Isaac Stern, Efrem Zimbalist, Vladimir de Pachmann, Peter Serkin, Rudolf Serkin e André Watts.

## Direttori
- 1995–oggi Michael Tilson Thomas
- 1985–1995 Herbert Blomstedt
- 1977–1985 Edo de Waart
- 1970–1977 Seiji Ozawa
- 1963–1970 Josef Krips
- 1954–1963 Enrique Jordá
- 1952–1954 vacante
- 1935–1952 Pierre Monteux
- 1930–1934 Basil Cameron e Issay Dobrowen
- 1915–1930 Alfred Hertz
- 1911–1915 Henry Hadley

## Discografia parziale
- Adams, Harmonielehre/Short Ride in a Fast Machine - San Francisco Symphony/Tilson Thomas, 2012 San Francisco Symphony - Grammy Award for Best Orchestral Performance 2013
- Adams, Shaker Loops - Edo de Waart & San Francisco Symphony, 1986 Philips
- Beethoven: Symphony No.3 "Eroica" - San Francisco Symphony & Seiji Ozawa, 1975 Philips
- Berlioz: Symphonie Fantastique, Lélio ou le retour à la vie - Michael Tilson Thomas/San Francisco Symphony/San Francisco Symphony Chorus, 2004 BMG/RCA
- Brahms, Sinf. n. 4/Raps. per contralto/Nänie/Canto del destino - Blomstedt/San Francisco SO/GOL, Decca
- Brahms, Ein Deutsches Requiem - Blomstedt/San Francisco So & Chorus, 1993 Decca - Grammy Award for Best Choral Performance 1996
- Copland: Appalachian Spring, Billy the Kid & Rodeo - Michael Tilson Thomas & San Francisco Symphony, 2005 Sony/RCA
- Gershwin: Rhapsody in Blue, Concerto in F & An American in Paris - Garrick Ohlsson/Michael Tilson Thomas/San Francisco Symphony, 2004 BMG/RCA
- Grieg: Peer Gynt, Op. 23 - Herbert Blomstedt & San Francisco Symphony, 1989 Decca
- Mahler, Symphony No. 3 in D Minor/Kindertotenlieder - Tilson Thomas/DeYoung/San Francisco Symphony, 2003 San Francisco Symphony - Grammy Award al miglior album di musica classica 2004
- Mahler, Symphony No. 6 in A Minor - Tilson Thomas/San Francisco Symphony, 2002 San Francisco Symphony - Grammy Award for Best Orchestral Performance 2003
- Mahler, Symphony No. 7 - Tilson Thomas/San Francisco Symphony, 2005 San Francisco Symphony - Grammy Award al miglior album di musica classica e Grammy Award for Best Orchestral Performance 2007
- Mahler, Symphony No. 8 In E-Flat Major & Adagio from Symphony No. 10 - Tilson Thomas/San Francisco Symphony & Chorus, 2009 San Francisco Symphony - Grammy Award al miglior album di musica classica e Grammy Award for Best Choral Performance 2010
- Nielsen, Sinf. n. 1-3/Maskerade/Aladdin - Blomstedt/San Francisco SO, 1991 Decca
- Prokofiev, Romeo And Juliet: Scenes From The Ballet - Tilson Thomas/San Francisco Symphony, 1996 RCA Red Seal – Grammy Award for Best Orchestral Performance 1997
- Orff, Carmina Burana - Blomstedt/Daniecki/McMillan/Dawson/San Francisco Boys Chorus/San Francisco Girls Chorus/San Francisco Symphony/San Francisco Symphony Chorus, 1991 Decca - Grammy Award for Best Choral Performance 1992
- Reich: Variations, Music for Mallet Instruments & 6 Pianos - Edo de Waart & San Francisco Symphony, 2002 Deutsche Grammophon
- Russo: Street Music; Three Pieces & Gershwin: An American in Paris - Corky Siegel/San Francisco Symphony/Seiji Ozawa/Siegel-Schwall Band, 1977 Deutsche Grammophon
- Schubert: Symphonies Nos. 5 & 8 - Rosamunde Overture - San Francisco Symphony & Herbert Blomstedt, 1992 Decca
- Schubert: Symphony No. 9 - Overture in C - San Francisco Symphony & Herbert Blomstedt, 1993 Decca
- Sibelius, The Symphonies - Herbert Blomstedt & San Francisco Symphony, 2006 Decca
- Strauss, R., Poemi sinfonici - Blomstedt/San Francisco SO, 1989 Decca
- Stravinsky, Firebird/Rite Of Spring/Persephone - Tilson Thomas, San Francisco SO, 1999 RCA - Grammy Award al miglior album di musica classica e Grammy Award for Best Orchestral Performance 2000
- S&M (Metallica), 1999 Elektra - Grammy Award nella categoria Best Rock Instrumental Performance 2001 per il brano The Call of Ktulu